# Moira Kelly
Moira Kelly (New York, 6 maart 1968) is een Amerikaans actrice.
Ze is bekend van het spelen van Mandy Hampton in het eerste seizoen van de televisieserie The West Wing, evenals van het inspreken van de stem van Nala in De Leeuwenkoning van Disney. Ze heeft ook in de films Chaplin, White Honors en The Cutting Edge gespeeld. Ze had de sterrol van Dorothy Day in Entertaining Angels: The Dorothy Day Story. In de film Twin Peaks: Fire Walk With Me vertolkte ze de rol van Donna Hayward, in de serie Twin Peaks nog gespeeld door Lara Flynn Boyle.
Kelly keerde terug naar televisie waarbij ze Karen Roe in One Tree Hill speelde.
In 2000 trouwde Moira Kelly met Steve Hewitt. Ze hebben twee kinderen.

## Bondig overzicht filmografie
- Billy Bathgate (1991)
- The Cutting Edge (1992)
- Twin Peaks: Fire Walk With Me (1992)
- Chaplin (1992)
- The Lion King (1994) (de stem van de volwassen Nala)
- With Honors (1994)
- Little Odessa (1994)
- The Lion King II: Simba's Pride (1998) (rechtstreeks op video) (inspreken stem)
- The West Wing (1999) (televisieserie)
- One Tree Hill (2003) (televisieserie)
- The Lion King 1 1/2 (2004) (rechtstreeks op video) (inspreken stem)
- Christmas in Louisiana - Charlotte Winter (2019)